# Хуфелд
Хуфелд (на африкаанс: Hoëveld) или Хайвелд (на английски: Highveld) е плато в централната част на Южноафриканската република.
То има надморска височина между 1500 и 2100 метра и образува източната част на Южноафриканското плато, като е оградено от изток и юг от Драконовите планини. В Хуфелд са разположени някои от основните земеделски райони на Южноафриканската република, както и основните градски и промишлени центрове, най-вече конурбацията на Гаутенг, в която живее една трета от населението на страната.